# Коледа с Шумникови
„Коледа с Шумникови“ (на английски: A Loud House Christmas) e игрален комедиен приключенски семеен телевизионен филм, който е базиран на анимационния сериал „Къщата на Шумникови“, създаден от Крис Севино. Режисьор е Джонатан Джъдж, сценарият е на Лиз Маци, във филма участват Волфганг Шаефер, Джахзир Бруно, Леки ДиБенидето, Дора Долфин, София Удуорд, Катрин Ашмор Брадли, Морган Макгил, Оубин Брадли, Лекси Джанисек, Мия Алън, Ела Алън, Шарлот Ан Тъкър, Лейни Джейн Ноулс и Мурета Мос, докато Катрин Тейбър и Браян Степанек повтарят съответните си роли като Катрин Мълиган и Лин Шумников-старши. Като първия игрален проект и втория филм от поредицата след „Къщата на Шумникови: Филмът“ той се излъчва по „Никелодеон“ на 26 ноември 2021 г. и в стрийминг платформата „Парамаунт+“.
Игралния телевизионен сериал, озаглавен „Истинските Шумникови“, където участва актьорският състав от този филм, е излъчен премиерно на 3 ноември 2022 г.

## Актьорски състав
- Волфганг Шаефер – Линкълн Шумников
- Джахзир Бруно – Клайд Макбрайд
- Леки ДиБенидето – Лори Шумникова
- Дора Долфин – Лени Шумникова
- София Удард – Луна Шумникова
- Катрин Ашмор Брадли – Луан Шумникова
- Морган Макгил – Лин Шумникова
- Обин Брадли – Луси Шумникова
- Мия Алън – Лана Шумникова
- Ела Алън – Лола Шумникова
- Лекси Джанисек – Лиса Шумникова
- Шарлот Ан Тъкър и Лейни Джейн Ноулс – Лили Шумникова
- Катрин Тейбър – Катрин Мълиган
- Мурета Мос – Рита Шумникова
- Браян Степанек – Лин Шумников старши
- Мат Ван Смит – Боби Сантяго
- Зоуи ДюВал – Сам Шарп
- Джъстин Майкъл Стивънсън – Хауърд Макбрайд
- Маркъс Фолмар – Харолд Макбрайд
- Бил Саутуърт – Поп-Поп
- Джил Джейн Клементс – Скутс
- Гейл Еверет-Смит – Нана Гейл
- Джеф Бенет – гласът на Мик Суагър
- Браян Патрик Уейд – Рип Хардкор
- Джон Мълинс – Дядо Коледа
- Гарет Хамънд – Бил, шофьор на доставки
- Катлийн Шугру – Одри Хофман
- Шарън Франк – жител на Сънсет Каньон

## Продукция
Филмът първоначално е обявен на 19 февруари 2020 г. и трябва да излезе по кината същата година, но е отменен. На 18 март 2021 г. е съобщено, че снимките ще започнат следващия месец. На същия ден е съобщено, че Волфганг Шаефер ще изиграе Линкълн, а Джахзир Бруно ще изиграе и Клайд Макбрайд. Работата по филма започва през април 2021 г. в Атланта с работното заглавие The Loud House: A Very Loud Christmas!. На 23 август 2021 г. „Никелодеон“ одобрява актьорския състав.

## Премиера
Филмът е излъчен по „Никелодеон“ и „Парамаунт+“ на 26 ноември 2021 г.

## В България
В България филмът е излъчен на 10 декември 2022 г. по „Никелодеон“, а по-късно е достъпен в стрийминг платформата SkyShowtime.

### Нахсинхронен дублаж
| Роля                | Изпълнител               |
| ------------------- | ------------------------ |
| Луси                | Александра Стефанова     |
| Лана                | Ангелина Русева          |
| Лени                | Августина-Калина Петкова |
| Луна                | Бернарда Береану         |
| Линкълн             | Боян Николов             |
| Скутс               | Евгения Ангелова         |
| Лола                | Ива Стоянова             |
| Лин Шумников-старши | Константин Лунгов        |
| Клайд               | Любомир Димитров         |
| Лин                 | Малена Шишкова           |
| Харолд              | Марио Иванов             |
| Лори                | Надежда Панайотова       |
| Дядо Коледа         | Николай Пърлев           |
| Катрин              | Нина Гавазова            |
| Рип                 | Симеон Дамянов           |
| Боби Сантяго        | Сотир Мелев              |
| Луан                | Цветелина Николова       |
| Лиса                | Цветослава Симеонова     |
| Сам                 | Весела Петрова           |
| Бил                 | Виктор Иванов            |
| Лили                | Виктория Любенова        |
| Рита                | Мариета Петрова          |

| Обработка           | студио „Про Филмс“ |
| ------------------- | ------------------ |
| Режисьор на дублажа | Сотир Мелев        |